# Stella Maris (Binz)

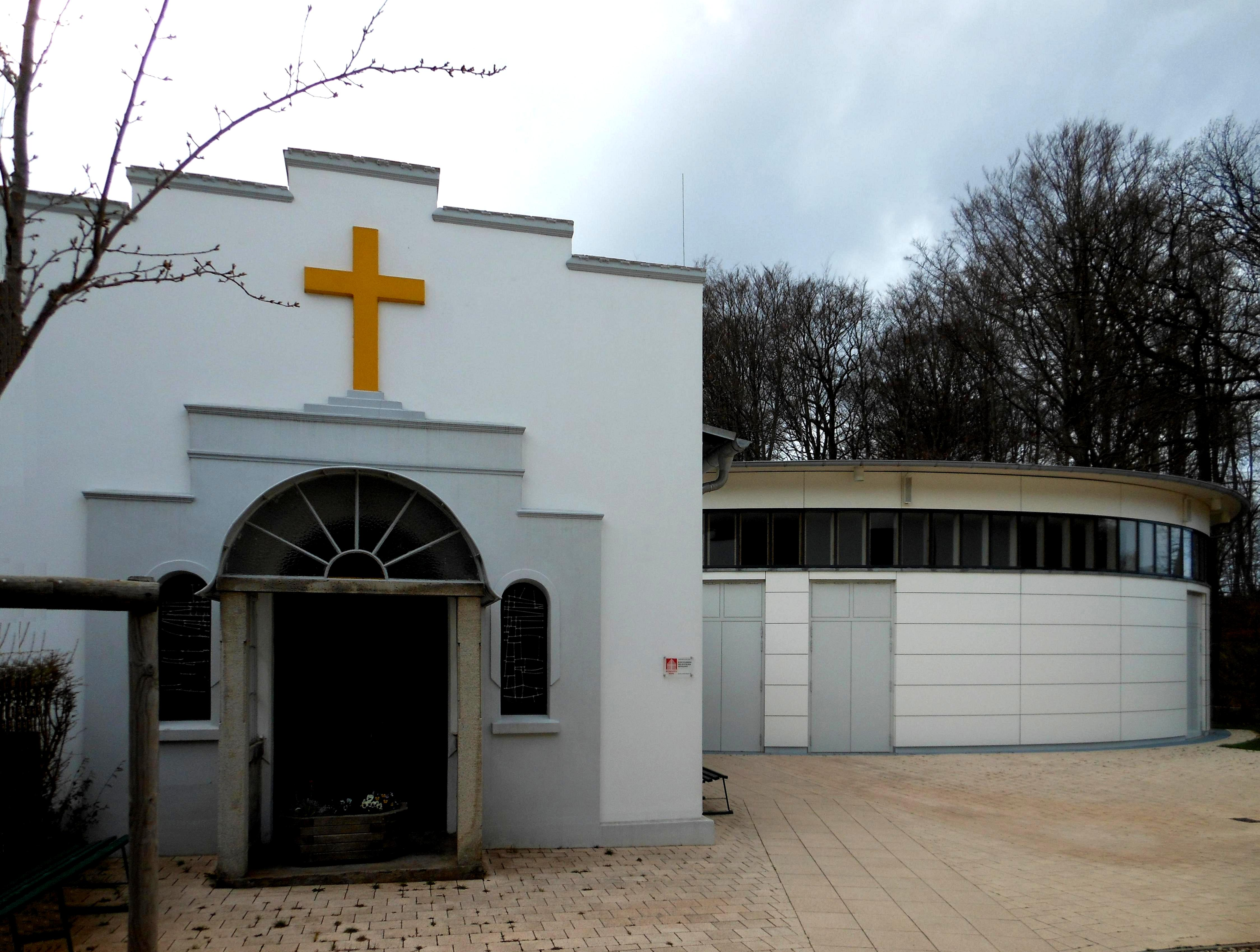
Katholische Kirche Stella Maris in Binz, rechts der Erweiterungsbau

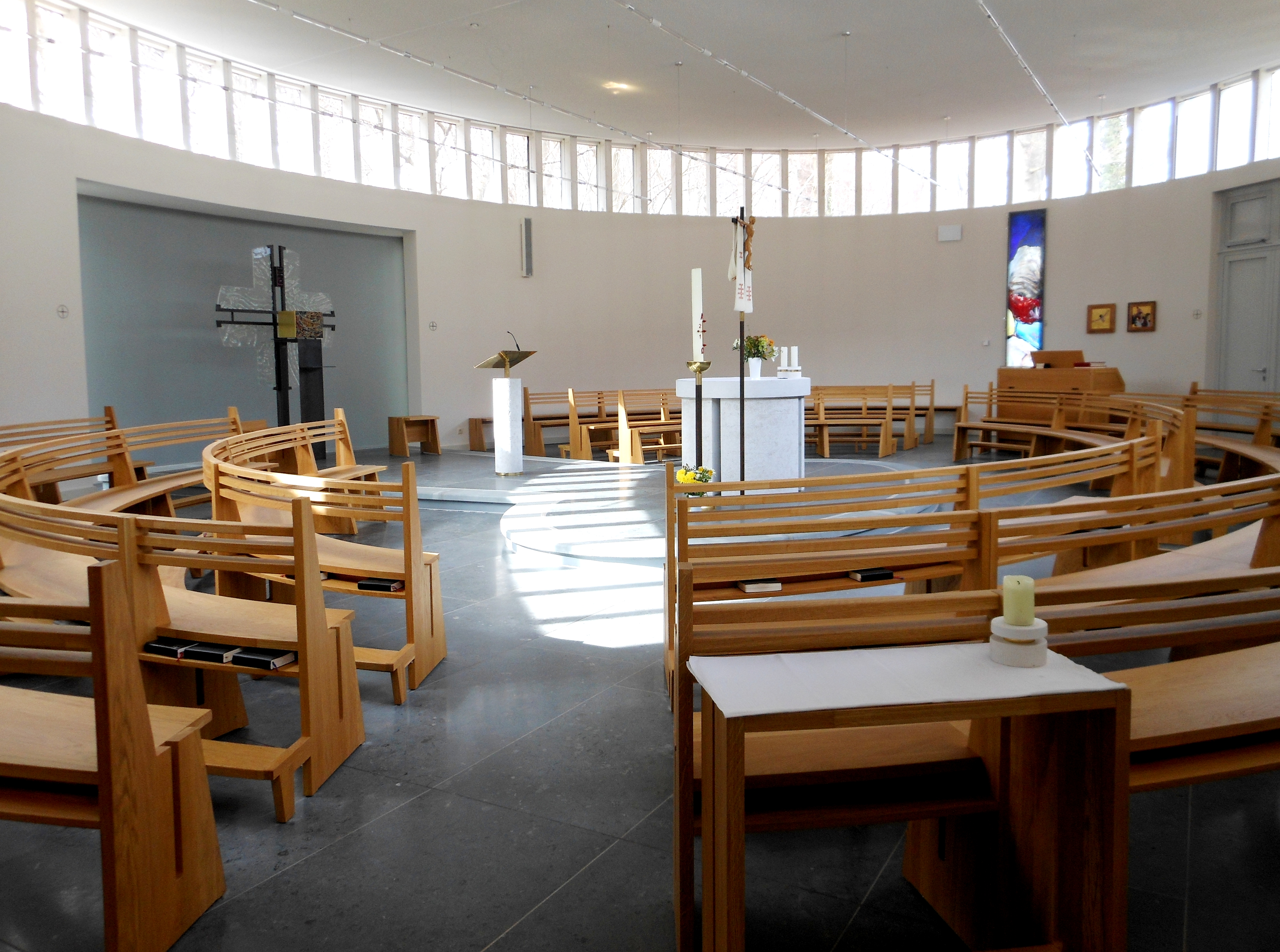
Innenraum

Stella Maris (Maria Meerstern) ist die katholische Kirche in Binz auf Rügen. Der ursprüngliche schlichte, weiß verputzte Saalbau mit Treppengiebel aus den 1920er Jahren wurde 2009/2010 um einen modernen Ovalbau erweitert. 
Wie alle katholischen Kirchorte auf Rügen gehört auch Stella Maris zur Pfarrei St. Bonifatius und seit 2020 zur Pfarrei St. Bernhard Stralsund – Rügen – Demmin im Erzbistum Berlin.

## Geschichte
Die Anfänge der katholischen Präsenz in Binz gehen auf den Wiener Professor Wilhelm Bong († 1938, Grab auf dem Binzer Friedhof) zurück. Er gründete hier 1924, in der Notzeit nach dem Ersten Weltkrieg, ein katholisches Kinderferienheim. 1925 war auch die zugehörige kleine Kapelle fertiggestellt. Gottesdienst wurde im Winter nur gelegentlich, im Sommer durch auswärtige Urlaubspriester gehalten.
Die Bauarbeiten an der KdF-Ferienanlage Prora brachten ab 1935 vermehrt Katholiken in die Region. Nach dem Zweiten Weltkrieg wuchs die Ortsgemeinde durch Vertriebene aus den Ostgebieten zeitweise auf 1000 Mitglieder an. Die Kapelle wurde zur Lokalie erhoben. 1965/66 erfolgte eine erste Vergrößerung. Bis 1978 wohnten und wirkten hier Borromäerinnen. 
Seit der Grenzöffnung 1989 nahmen Tourismus und Bautätigkeit im Ostseebad Binz einen raschen Aufschwung. In den Sommermonaten reichte die Stella-Maris-Kapelle mit 75 Sitzplätzen für die Sonntagsmessen seit langem nicht mehr aus. So begannen ab 2005 die Planungen für eine Erweiterung, die 2009/2010 realisiert wurde. Am 8. Januar 2011 wurde die erweiterte Kirche durch den damaligen Erzbischof von Berlin, Georg Kardinal Sterzinsky, geweiht.
Da die kleine Gemeinde die Finanzierung nicht alleine leisten konnte, war sie auf die Unterstützung des Erzbistums Berlin, des Bonifatiuswerks, der EU sowie auf private Sponsoren und Spender angewiesen.

## Erweiterungsbau
Das als Erweiterung errichtete Gebäude auf einem tropfenförmigen Grundriss wurde zum neuen sakralen Raum. Es schneidet mit seiner Spitze in das bisherige Kirchengebäude ein, das jetzt
als Foyer, Beichtraum und Sakristei dient. Der Stralsunder Architekt Burkhardt Eriksson entwarf einen hellen Rundbau aus Holz mit bis zu 200 Plätzen. 
Das Innere ist ganz von runden Formen geprägt. Das unter der Decke umlaufende Fensterband betont die Rundung des Raumes. Die um eine Stufe erhöhte Altarinsel ist rund, ebenso der fast mittig im Kirchenraum frei stehende Altar, um den kreisförmig gebogene Holzbänke angeordnet sind. Neben dem Altar steht ein schlichtes rundes Taufbecken, der Ambo ist hinter dem Altar aufgestellt, zwischen diesem und der Rückwand, die nischenartig leicht zurückgesetzt ist und den Tabernakel vor einem Kreuz aus Glas aufnimmt.
Entworfen hat die Ausstattung die Künstlerin Evelyn Körber. Altar sowie die stützenden Teile von Ambo und Taufbecken sind aus hellem Kalkstein, dem für den Ostseeraum typischen Gotlandstein. Der Fußboden ist aus Anröchter Grünsandsteinplatten gefertigt, die Kirchenbänke bestehen aus geöltem Eichenholz. Die Malerin Sylvia Vandermeer schuf einen Kreuzweg in Lasurmalerei auf 15 Blattgoldplatten.
Eine klassische Pfeifenorgel ist nicht vorhanden, sie wird durch ein elektronisches Instrument ersetzt.